# Saturno (planeta)
Saturno é o sexto planeta a partir do Sol e o segundo maior do Sistema Solar atrás de Júpiter. Pertencente ao grupo dos gigantes gasosos, possui cerca de 95 massas terrestres  e orbita a uma distância média de 9,5 unidades astronômicas.
Possui um pequeno núcleo rochoso, circundado por uma espessa camada de hidrogênio metálico e hélio. A sua atmosfera, também composta principalmente de hidrogênio, apresenta faixas com fortes ventos, cuja energia provém tanto do calor recebido do Sol quanto da energia irradiada de seu centro. Entretanto, estas bandas possuem aspecto pouco proeminente, com coloração que varia do marrom ao amarelado, devido à espessa névoa que envolve o planeta, além das camadas de nuvens. Sazonalmente surgem grandes sistemas de tempestades, além de vórtices permanentes existentes nos polos.
Sua magnetosfera gera, dentre outros fenômenos, auroras em seus polos. Uma das origens de seu campo magnético é a rápida rotação do planeta (menos de onze horas), que faz ainda que Saturno seja o planeta mais achatado do Sistema Solar. Modelos sugerem que o planeta teria se formado mais perto do Sol mas, devido à interação gravitacional com outros corpos, migrou para longe. Uma das características mais notáveis de Saturno é seu complexo e proeminente sistema de anéis, formados por gelo de água. Além dos anéis, mais de 146 satélites naturais ao seu redor, dos quais destaca-se Titã, envolto em uma espessa atmosfera de metano.
Visto da Terra, Saturno aparenta ser uma estrela brilhante no céu, facilmente visível. Somente após a invenção do telescópio, entretanto, descobriu-se seus anéis e satélites. Embora a qualidade dos instrumentos de observação tenha evoluído, o envio de sondas espaciais revelou detalhes sem precedentes. As sondas Pioneer 11, Voyager 1 e Voyager 2 passaram próximas a Saturno, mas sua complexidade motivou o envio de um orbitador, a Cassini, que levou consigo uma sonda, Huygens, que acabou por pousar na superfície de Titã.

## Características físicas

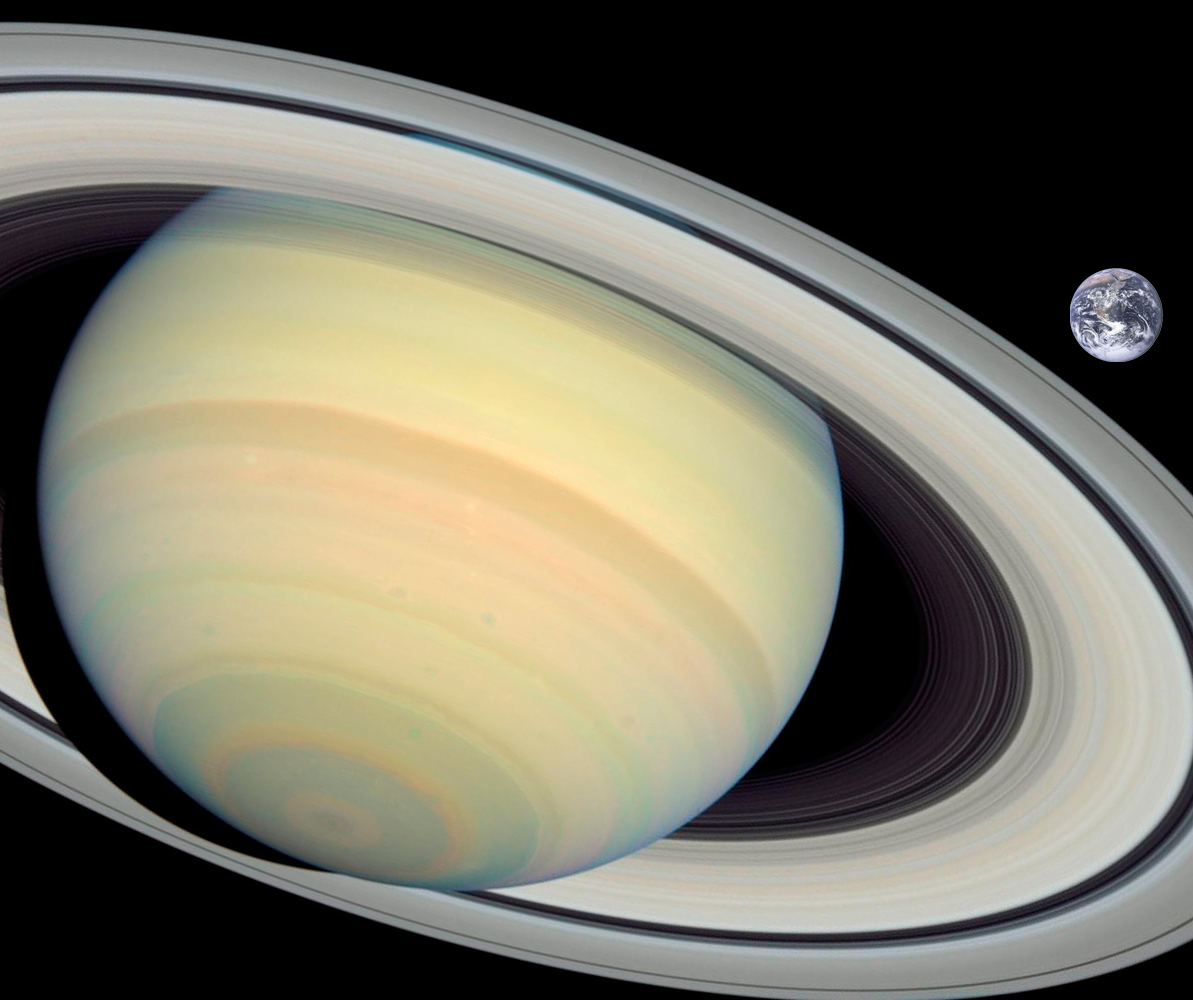
Comparação de tamanho entre a Terra e Saturno.

Saturno é o segundo maior planeta do Sistema Solar, atrás apenas de Júpiter. Ambos pertencem ao grupo dos gigantes gasosos, de forma que possuem características similares. O planeta é formado predominantemente por hidrogênio e hélio, além de um provável núcleo rochoso. Saturno possui um raio de aproximadamente 58,2 mil quilômetros, equivalente a pouco mais de 9 vezes o raio da Terra. Sua massa, por outro lado, equivale a 95 massas terrestres. O planeta possui a menor densidade dentre todos do Sistema Solar, sendo de somente 0,7 g/cm³, menor que a massa específica da água. Consequentemente, a aceleração da gravidade no equador de Saturno (no nível de referência de 1 bar) é de 8,96 m/s², menor que a aceleração gravitacional terrestre. Embora não seja exclusivo de Saturno, seu sistema de anéis planetários é o mais proeminente do Sistema Solar. Embora seja o planeta com a segunda maior massa do Sistema Solar, corresponde a somente um terço da massa de Júpiter. Ainda assim, possuem dimensões relativamente próximas, o que é atribuído principalmente ao comportamento do gás hidrogênio.

### Estrutura interna
As características relativas ao interior de Saturno são obtidas através do estudo do seu campo gravitacional e magnético Além das observações das propriedades físicas do planeta, outra ferramenta importante para a inferência da estrutura interna são as equações de estado, obtidas com base em estudos de laboratório e teóricos relacionando o comportamento dos materiais quando submetidos a determinada pressão e temperatura.
A baixa densidade do planeta indica que o hidrogênio é o seu principal constituinte. Em sua camada atmosférica é encontrado como gás, mas conforme a pressão aumenta em direção em seu interior, o gás passa para o estado líquido quando a pressão atinge 1 quilobar, a uma profundidade de 1 000 km em relação às nuvens, onde a temperatura chega a 730 °C. Ainda mais abaixo, a pressão faz com que o hidrogênio molecular líquido se torne ainda mais denso até a uma profundidade de 20 000 km, correspondente a um terço do raio do planeta. Na metade do raio, estima-se que a pressão seja grande o suficiente para que o as moléculas de hidrogênio líquido passem para um estado eletrônico degenerado de prótons e elétrons ionizados, tornando-se hidrogênio metálico, a uma temperatura de mais de 5 700 °C.
O campo gravitacional do planeta e seu baixo momento de inércia revelam que a maior parte de sua massa está concentrada próximo ao seu centro. De fato, estima-se que o núcleo rochoso, com uma quantidade considerável de ferro,  contenha uma massa de dez a vinte vezes a massa da Terra, sendo, portanto, maior que o núcleo de Júpiter. A temperatura em seu núcleo atinge cerca de 9 000 K. Ao seu redor, circundam hidrogênio com uma quantidade considerável de hélio. Nota-se também que, ao redor do núcleo há uma concentração proporcionalmente maior de elementos químicos pesados (com massa atômica maior que do hélio), especialmente sob a forma de gelos como água, metano e amônia.

Diagrama da estrutura interna de Saturno

Saturno irradia cerca de duas vezes mais energia do que recebe do Sol, principalmente no comprimento de onda infravermelho. Isto indica que, assim como Júpiter, o planeta possui uma fonte de energia interna. Embora a quantidade de energia irradiada seja similar à de Júpiter, a massa de Saturno é menor, o que sugere a ocorrência de algum processo particular em seu interior. Modelos sugerem que, em sua formação, Saturno teria originado a partir de um núcleo rochoso, cuja gravidade atraiu os gases existentes ao seu redor durante a formação do Sistema Solar, primariamente hidrogênio e hélio. Ao serem atraídos gravitacionalmente, estes gases se aqueciam a grandes temperaturas. Em Júpiter, a grande quantidade de gases acumulada permite que esta energia seja irradiada até hoje. Em Saturno, no entanto, este processo ocorre em proporção menor, devido a sua massa menor. Como alternativa, supõe-se que haja um processo de diferenciação de uma camada de hélio, em que este elemento químico, originalmente misturado ao hidrogênio líquido, precipita-se e, por ser mais pesado, afunda, o que transforma a energia potencial gravitacional em energia cinética, que é convertida em calor através da dissipação por atrito, o que seria responsável por explicar a energia extra liberada do interior do planeta e a proporção menor de hélio observada nas camadas superiores da atmosfera em relação aos demais gigantes gasosos.

### Atmosfera
Assim como a atmosfera dos demais gigantes gasosos, a atmosfera de Saturno é composta primariamente por hidrogênio (96,3%) e hélio (3,25%), além de pequenas quantidades de metano (0,45%) e amônia (0,01%) e traços de outros hidrocarbonetos. No entanto percebe-se que a abundância de hélio é consideravelmente menor em relação a Júpiter, apesar de seus tamanhos consideráveis, o que é atribuído ao fato de que o hélio, por ser mais pesado, afundou para as camadas internas do planeta, tornando a atmosfera excepcionalmente rica em hidrogênio.

Principais camadas de nuvens da atmosfera de Saturno. Cores fantasiosas e alturas estimadas

A troposfera é a camada onde se desenvolvem os principais fenômenos atmosféricos, inclusive a formação de camadas de nuvens com diferentes composições, de acordo com a pressão atmosférica. Não há um limite inferior definido onde começa a camada atmosférica pelo fato de que não há uma fronteira que determine quando o hidrogênio passa a se comportar como líquido ou como gás. Desta forma, Saturno não apresenta uma superfície definida. Na estratosfera, logo acima da troposfera, onde os gases são mais rarefeitos, um dos fenômenos característicos é a fotólise do metano, causada pela radiação ultravioleta emitida pelo Sol. Como resultado, formam-se vários hidrocarbonetos mais pesados que caem e se misturam aos componentes da troposfera. Acima encontra-se a ionosfera, formada por íons resultantes da interação das partículas do vento solar e o campo magnético do planeta.

#### Camadas de nuvens

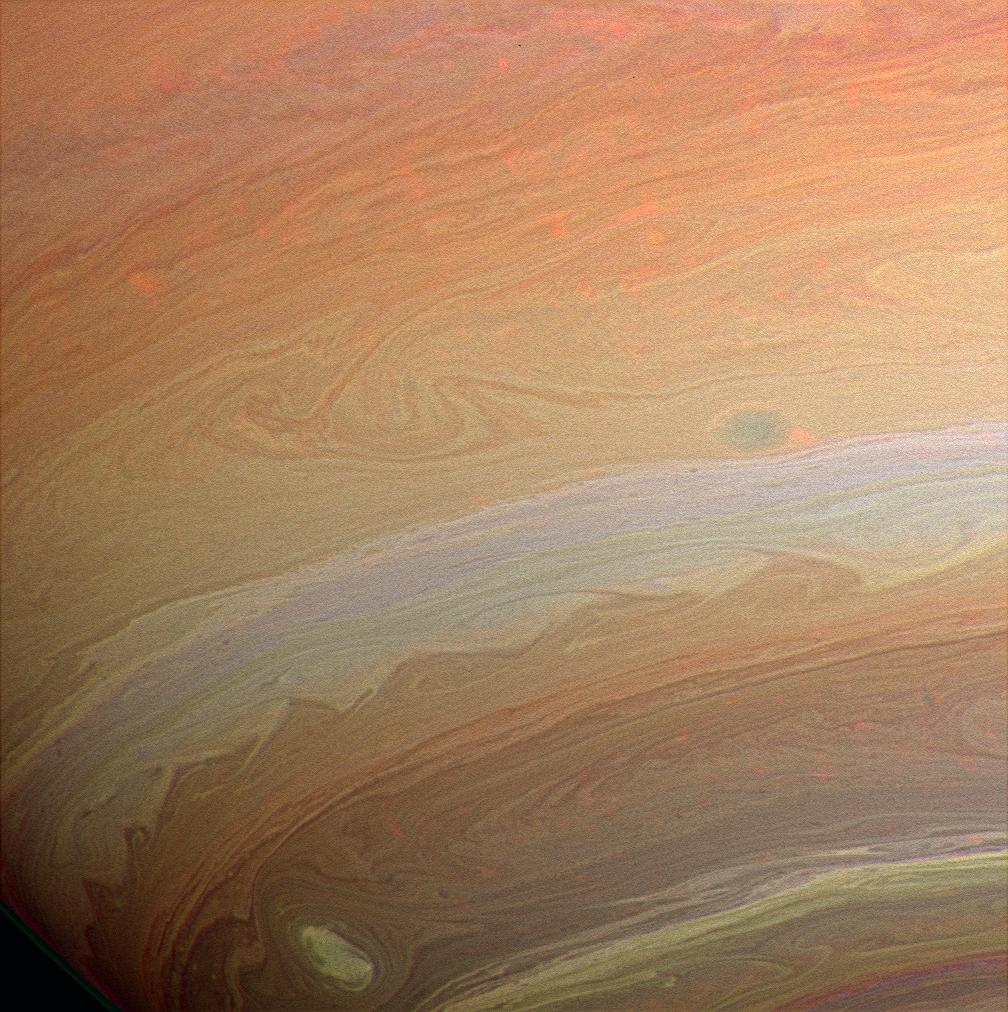
Faixas de nuvens de diferentes tonalidades realçadas na fotografia feita pela sonda Cassini

Assim como os demais gigantes gasosos, todo o planeta é envolvido por espessas camadas de nuvens. Em Saturno, as nuvens se formam com diferentes composições em três níveis principais distintos, que dependem basicamente das temperaturas de condensação dos gases. Sendo assim, a partir da modelagem térmica e química da atmosfera, bem como a partir de dados de sondas espaciais, constatou-se que a camada mais alta de nuvens é formada por amônia (NH3), cujos cristais se formam a temperaturas da ordem de -250 °C. Logo abaixo, outra camada de nuvens é formada por hidrossulfeto de amônio (NH4SH), quando a temperatura chega ao redor de -70 °C e, por fim, uma camada de nuvens de água se forma logo abaixo, onde a temperatura é de 0 °C. A altitude de ocorrência destas nuvens é de difícil determinação, pois depende da abundância de diversas substâncias químicas, as quais não se conhece com exatidão. Abaixo da camada de nuvens de água, é difícil determinar a composição química e a temperatura da atmosfera. No entanto, a pressão aumenta continuamente conforme se diminui a altitude. Estima-se que na base da troposfera a temperatura possa chegar a mais de 700 °C.

#### Dinâmica atmosférica

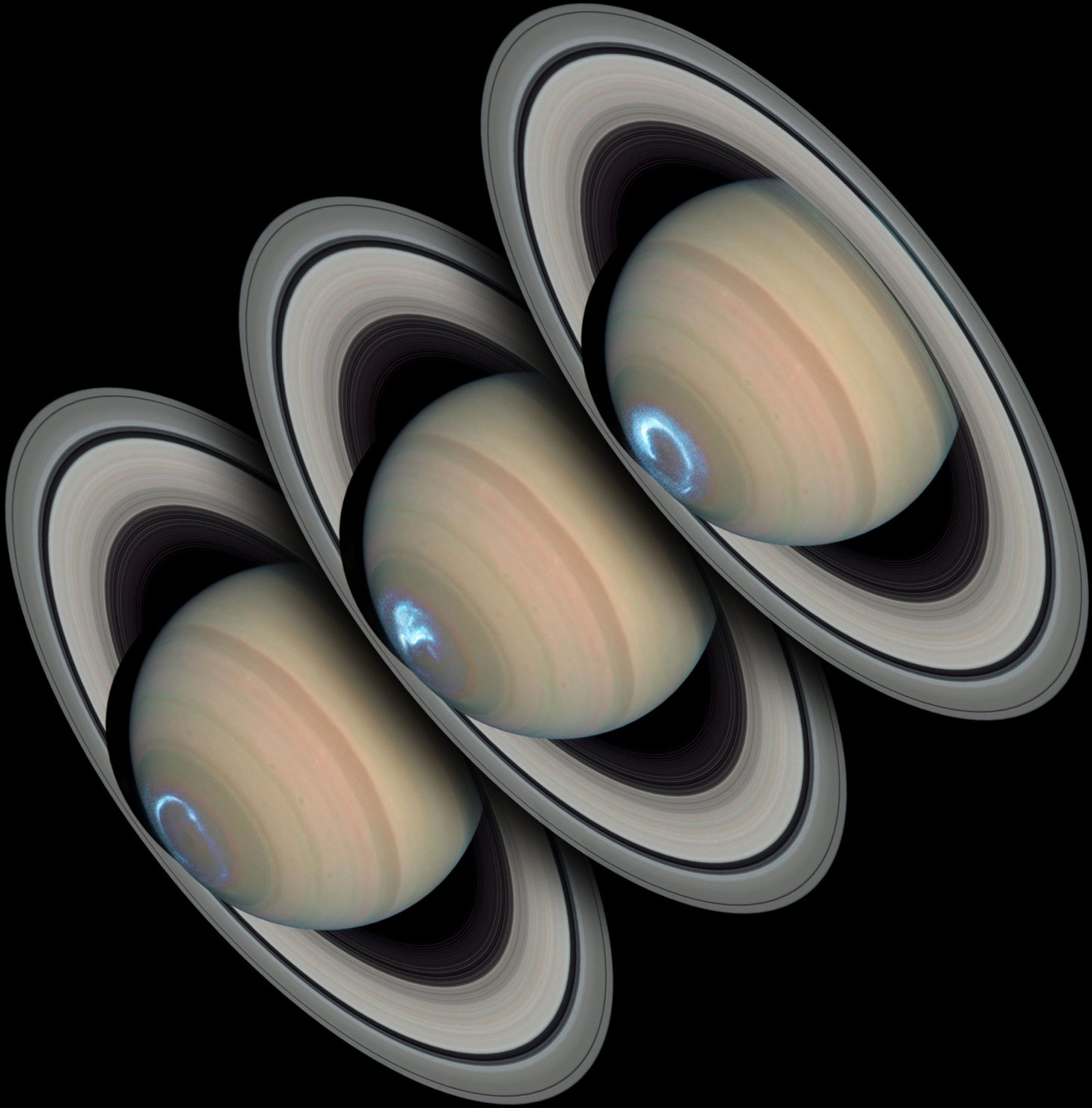
Composição fotográfica feita pelo Telescópio Espacial Hubble mostrando a ocorrência de aurora no hemisfério sul de Saturno em intervalos de dois dias. A aurora é visível somente no ultravioleta.

Saturno, assim como Júpiter, possui diversas bandas de circulação atmosférica com diferentes características. No entanto, a presença de uma névoa acima das nuvens de amônia formada por partículas em aerossol que envolve todo o planeta, faz com que, quando observado no espectro visível, estas faixas apareçam com coloração dourada e amarelada, pouco proeminentes. As faixas mais claras estão associadas a nuvens formadas por correntes de gases quentes ascendentes, enquanto que as faixas escuras adjacentes são formadas por gases descendentes, que fazem com que as nuvens se desfaçam conforme a temperatura aumenta. No entanto, tempestades convectivas são observadas em faixas escuras, indicando que não há uma relação direta entre a coloração da faixa e o movimento ascendente ou descendente dos gases.
Como nos demais planetas gigantes, a circulação atmosférica de Saturno ocorre em bandas de fortes ventos, especialmente na direção leste, que é o sentido de rotação do planeta. Em sua zona equatorial, os ventos chegam a 1 800 km/h. A partir do equador do planeta, as zonas de circulação possuem sempre um correspondente no hemisfério norte e outra no hemisfério sul. Esta simetria sugere que haja uma conexão com as características do interior do planeta. De fato boa parte da energia responsável por manter estes ventos vem de seu interior, dando origem a correntes de convecção, que geram correntes de circulação global, que se tornam bandas paralelas devido ao efeito Coriolis criado pela rápida rotação. As bandas escuras estão normalmente associadas a ventos fortes na direção leste, mais estreitas e com uma fina faixa clara em seu centro. Estas bandas são intercaladas por bandas mais claras e largas, onde podem ocorrer correntes na direção oposta. A velocidade dos ventos nestas bandas varia sensivelmente em intervalos curtos de tempo, ao contrário de Júpiter. A velocidade dos ventos da banda equatorial, por exemplo, caíram de 450 m/s para 250 m/s entre as visitas das sondas Voyager e Cassini, respectivamente. Eventualmente, surgem instabilidades que geram formatos ondulatórias das correntes de ventos, possivelmente associadas às mudanças sazonais de iluminação do Sol e o efeito da sombra causada pelos anéis. A sonda Cassini revelou que as faixas espirais de nuvens penetram muito mais profundamente no planeta do que os cinturões de nuvens de Jupiter, que atingem cerca de 3 mil quilômetros abaixo do topo da atmosfera. As nuvens de Saturno atingem mais de 6 mil quilômetros abaixo da atmosfera planeta.

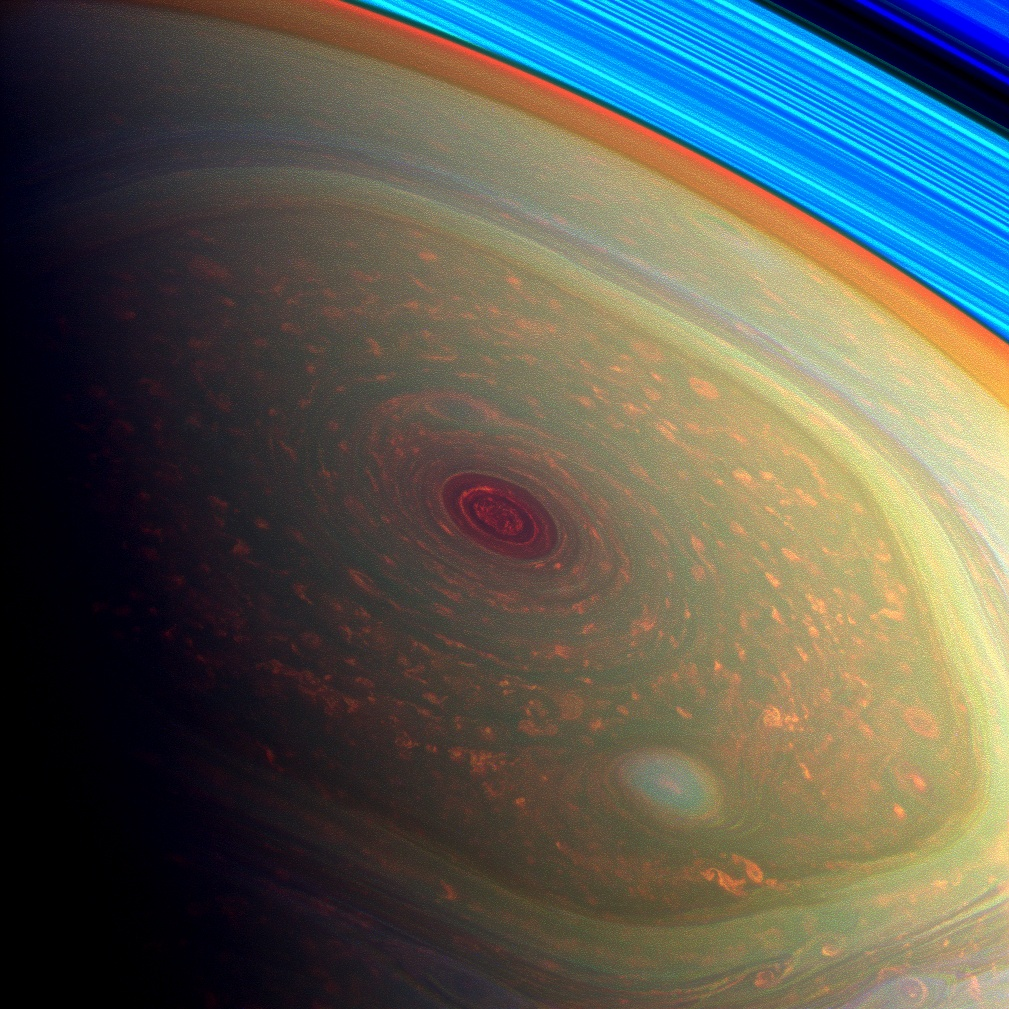
Imagem em falsa cor da tempestade em forma hexagonal no polo norte do planeta.

A ocorrência de eventos atmosféricos de pequena escala, como vórtices e manchas brancas, marrons e vermelhas é comum, durando por curtos intervalos de tempo. Especialmente no hemisfério sul, entre as latitudes de 30° e 35°, o surgimento de vórtices com diâmetro de até mil quilômetros é recorrente, durando até no máximo um mês. Nestas tempestades observou-se a ocorrência de raios mil vezes mais intensos que as descargas elétricas na Terra. Entre bandas cujos ventos circulam em direção oposta, surgem tempestades em forma de turbilhões permanentes. Entretanto, sistemas de tempestades notáveis com milhares de quilômetros de extensão eventualmente surgem. Em períodos de aproximadamente trinta anos, forma-se uma estrutura proeminente no planeta, apelidada de Grande Mancha Branca, que se expande ao longo da banda onde está situado e desaparece em questão de poucos meses. A coincidência com o período de translação do planeta sugere que este fenômeno seja sazonal e esteja associado com a variação da incidência de luz solar.
No polo sul do planeta, existe uma tempestade ciclônica com um olho definido, conhecida como Vórtice Polar Sul, com oito mil quilômetros de diâmetro. Ao redor do olho, paredes de nuvens se elevam a dezenas de quilômetros de altitude, além de nuvens pontuais que surgem ao redor da zona polar sul. Os ventos em direção leste chegam a 160 m/s. No polo norte, outra tempestade ciclônica, que exibe um formato de nuvens hexagonal, motivo pelo qual é conhecida como Hexágono de Saturno, permanece por vários anos, cujo diâmetro ultrapassa 25 000 km. Não se sabe o motivo pelo qual este formato se mantém por tanto tempo. As duas tempestades são caracterizadas por serem pontos quentes, ou seja, a temperatura no seu centro é maior que em seus arredores. De fato a temperatura aumenta gradualmente quando se aproxima dos polos, sendo que o polo sul é 10 °C mais quente que o polo norte.

### Magnetosfera
A partir da coleta de dados por sondas espaciais, as características do campo magnético de Saturno passaram a ser conhecidas. Comparativamente, a magnetosfera ao redor do planeta é intermediária entre o campo magnético de Júpiter (dominado pela rápida rotação do planeta) e o campo magnético terrestre (determinado, dentre outros fatores, pela intensidade do vento solar). A magnetosfera a partir do planeta se estende por cerca de 30 raios do planeta (cerca de 1,8 milhões de quilômetros) em direção ao Sol e, na direção oposta, possui uma extensa magnetocauda. A força do seu dipolo magnético é a segunda maior do Sistema Solar, superada apenas por Júpiter. Seu momento magnético é 600 vezes superior ao momento magnético terrestre, mas equivale a somente 3% do momento magnético de Júpiter.
O campo magnético é gerado a partir da combinação da presença de hidrogênio metálico em seu interior, que é bom condutor de corrente elétrica, e a rápida rotação do planeta, que gera um dínamo responsável pela manutenção de sua magnetosfera. Os polos magnéticos do planeta estão quase perfeitamente alinhados com seu eixo de rotação, embora o centro do campo esteja deslocado 2 400 km para o norte em relação ao centro do planeta. Por sua extensão, a magnetosfera de Saturno engloba os anéis e a maioria dos satélites naturais ao seu redor. Estes corpos interferem na circulação de íons e plasma pelas linhas de campo magnético. O satélite natural Encélado, com seus gêiseres de água, é responsável por ejetar a maior parte das partículas circulantes pela magnetosfera.
Ao redor do planeta, um toro de plasma é mantido por seu campo magnético, sendo a maior estrutura de plasma ao redor de um planeta no Sistema Solar, com uma densidade de 3 000 partículas por centímetro cúbico. O movimento do plasma através da magnetosfera de Saturno gera correntes elétricas, com a trajetória determinada pelas variações do campo magnético em função do vento solar incidente. A interação das partículas carregadas do vento solar com o campo magnético faz ainda com que Saturno emita ondas de rádio moduladas pela rotação do planeta, chamadas de Radiação Quilométrica de Saturno, devido ao seu comprimento de onda. Em Saturno ocorre ainda o fenômeno das auroras polares, similares às da Terra. São observadas ao redor dos polos magnéticos, resultando da colisão de partículas carregadas provenientes da magnetosfera com a atmosfera do planeta, emitindo radiação eletromagnética, com duração de várias semanas. No entanto, as auroras de Saturno são visíveis somente no ultravioleta.

## Órbita e rotação

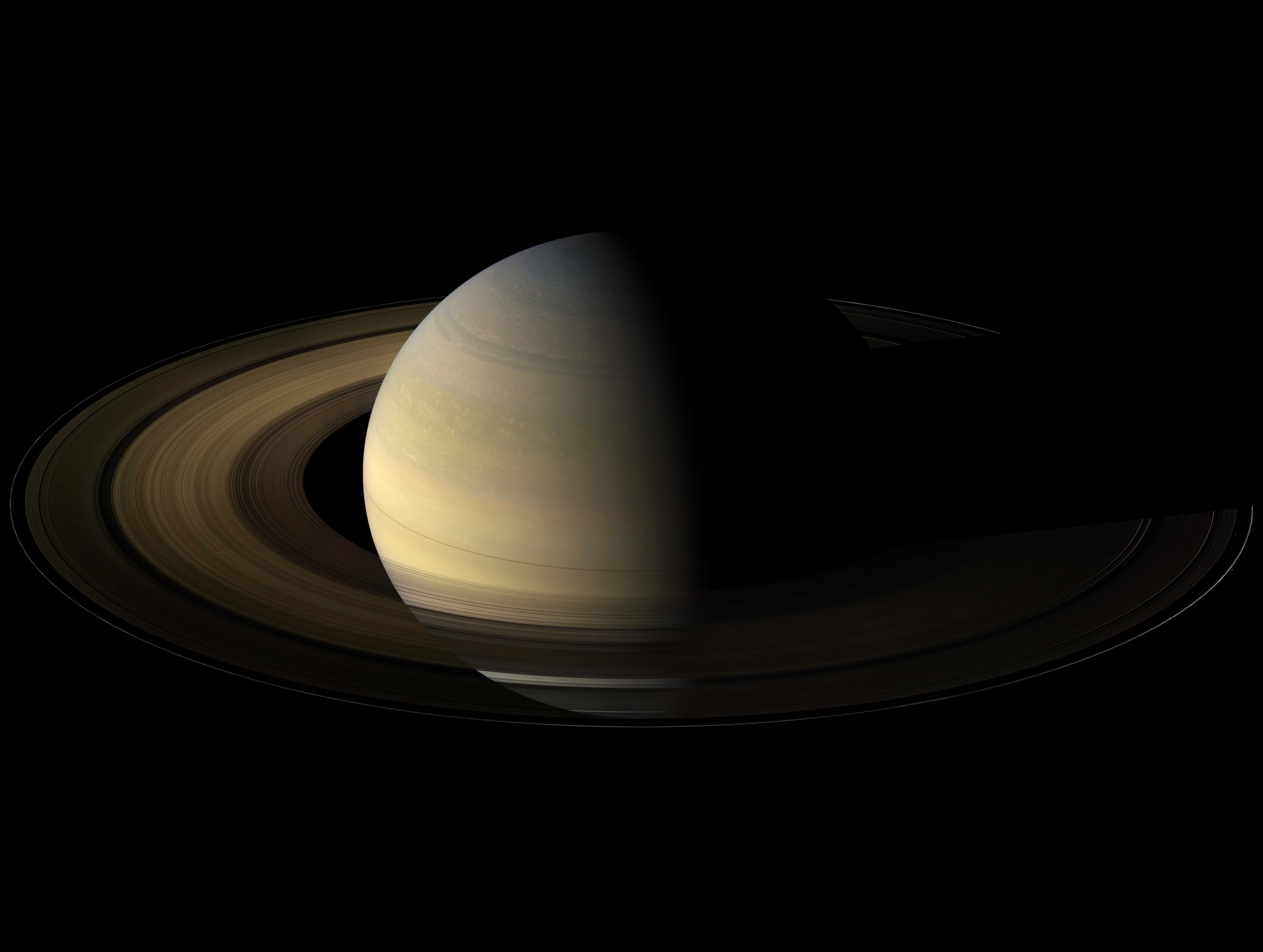
Saturno durante o seu equinócio em agosto de 2009, em composição fotográfica feita pela Cassini. Note que os anéis quase não projetam sombra no planeta, por estarem alinhados com o Sol.

Saturno, o sexto planeta a partir do Sol, orbita a uma distância média de 9,6 unidades astronômicas, com uma velocidade orbital média de 9,6 km/s, levando cerca de 29,5 anos terrestres para completar seu trajeto. Sua órbita possui uma excentricidade orbital de somente 0,054, enquanto que seu plano orbital em relação à eclíptica (o plano de órbita da Terra) é de 2,48°.
Pelo fato de os planetas gigantes gasosos não se comportarem como corpos rígidos, estes apresentam rotação diferencial, ou seja, suas camadas superiores possuem diferentes velocidades de rotação. Além disso, a circulação atmosférica global dificulta determinar seu período de rotação visualmente. Desta forma, uma das técnicas utilizadas para determinar o período de rotação do seu interior consiste em avaliar a variação de seu campo magnético, que rotaciona junto com o planeta. No entanto, em Saturno, o campo magnético gerado no núcleo está alinhado com o eixo de rotação e é simétrico, de forma que não ocorrem variações significativas conforme o planeta gira como nos demais gigantes gasosos. Medições da modulação da radiação eletromagnética emitida pela magnetosfera do planeta mostravam um período de 10h 34min 24s, que foi adotado como referência, servindo como base para se determinar a velocidade dos ventos. No entanto, esta modulação, conforme constatado pela sonda Cassini, apresenta variações consideráveis ao longo de anos, que não representam variações possíveis da rotação de Saturno. Desta forma, não se conhece com exatidão o período de rotação no interior do planeta, o que implica na dificuldade da criação de modelos para descrever a circulação atmosférica no planeta e sua constituição interna.
Embora não possua o menor período de rotação, este movimento faz com que Saturno seja o planeta mais achatado do Sistema Solar. De fato seu formato oblato é causado pela baixa densidade do planeta, o que faz com que a aceleração da gravidade em suas camadas superiores seja menor e, consequentemente, o planeta não consiga manter seu formato esférico. O eixo de rotação de Saturno é inclinado em 27° em relação ao plano de órbita do planeta. Desta forma, ocorrem variações sazonais da incidência das luz solar nos hemisférios, que é exacerbada pela sombra dos anéis projetada no planeta.

## Origem e evolução
De acordo com os modelos de formação e evolução do Sistema Solar, Saturno se originou na mesma época que o Sol e os demais planetas, a partir do colapso gravitacional de uma nuvem interestelar há cerca de 4,5 bilhões de anos. Com a formação do Sol, um disco de acreção se formou ao seu redor, nos quais surgiram núcleos de condensação, pequenos grãos que agregavam material da nebulosa e ficavam cada vez maiores, até atingirem dezenas a centenas de quilômetros de diâmetro, formando os planetesimais. Com tamanho considerável, passam a interagir gravitacionalmente entre si, acabando por colidirem e se fundir. Nas partes mais frias da nebulosa, a fusão de planetesimais deu origem a corpos grandes o suficiente para atraírem gravitacionalmente grandes quantidades de gases ao seu redor, originando, assim, Saturno e os demais gigantes gasosos. Ao seu redor, ainda, outros corpos rochosos se formaram, os satélites naturais.

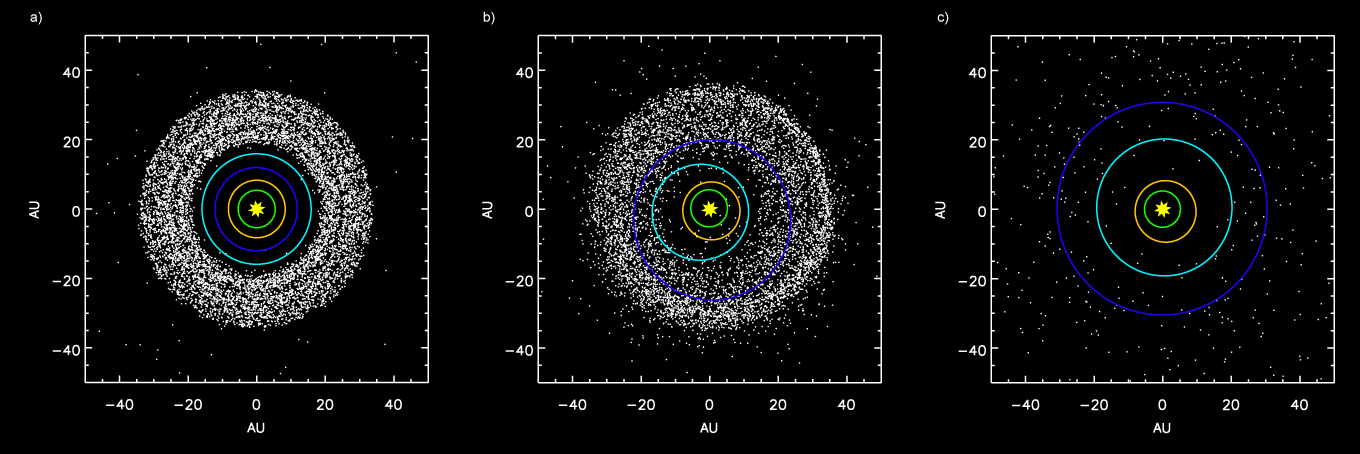
Estágios de formação planetária antes, durante e após a ressonância 2:1 entre Júpiter e Saturno. Note o espalhamento dos objetos do Cinturão de Kuiper

Contudo, o Sistema Solar primordial teria sido caótico devido à grande quantidade de planetesimais que orbitavam entre os planetas recém-formados. O Modelo de Nice propõe que Saturno e os demais planetas gigantes teriam se formado mais próximo do Sol do que onde estão atualmente. Contudo, a interação gravitacional entre os planetas e os planetesimais acabava por alterar radicalmente suas órbitas enquanto os planetas migravam para mais longe do Sol. Quando Júpiter e Saturno entraram em ressonância 2:1, as frequentes aproximações entre os dois planetas causaram puxões gravitacionais que acabaram por tornar a órbita dos planetas gigantes mais excêntrica, intensificando o processo de espalhamento dos corpos remanescentes da formação do Sistema Solar além da órbita de Netuno, no Cinturão de Kuiper, direcionando-os inclusive para os planetas mais próximos do Sol, causando o intenso bombardeio tardio.

## Anéis

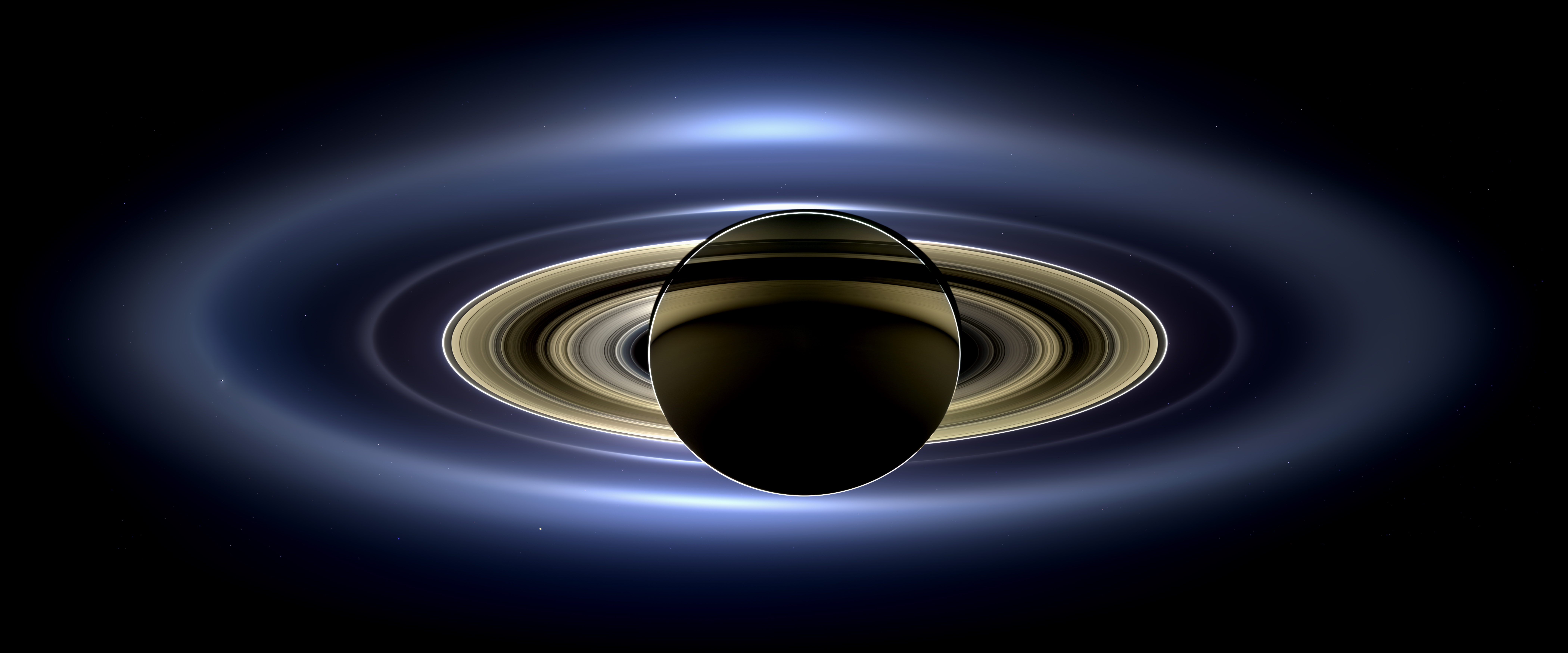
Anéis de Saturno. A sonda Cassini posicionou-se na sombra do planeta, de forma que o espalhamento da luz solar revela a complexidade do sistema de anéis ao redor do planeta, em fotografia de 19 de julho de 2013.

Uma das características notáveis do planeta Saturno é o proeminente sistemas de anéis planetários ao seu redor. De fato, seu sistema de anéis é o maior, mais massivo, brilhante e complexo de todo o Sistema Solar. Vistos através do telescópio, dois anéis mostram-se mais brilhantes, o Anel B, mais interno, e o Anel A, separados por uma lacuna conhecida como Divisão de Cassini. No entanto, a visita de sondas espaciais revelou uma intrincada estrutura de anéis mais finos e opacos.
As partículas constituintes deste sistemas de anéis são formadas principalmente por gelo de água. Existem diversas teorias sobre sua origem, como a partir da desintegração de cometas que passaram próximo ao planeta ou a destruição de um grande satélite natural. De fato os anéis principais estão situados no interior de uma zona conhecida como limite de Roche, dentro da qual a gravidade de Saturno é forte o suficiente para desintegrar um corpo que esteja em órbita. A formação do sistema de anéis pode ter começado há mais de um bilhão de anos. Sua evolução até atingir a configuração atual passou pelo bombardeio de meteoroides, espalhamento das partículas e a influência gravitacional dos satélites ao redor. Embora a largura dos anéis se estenda por milhares de quilômetros ao longo do plano equatorial de Saturno, sua espessura, segundo estimativas, não ultrapassa 150 metros. A massa do sistema de anéis é difícil de se estimar, pois não causa efeitos gravitacionais significativos que possam ser medidos por sondas espaciais. Estima-se que a massa total seja equivalente à massa do satélite natural Mimas. Uma pesquisa confirmou que Saturno está perdendo seus anéis icônicos na taxa máxima estimada a partir das observações da Voyager 1 & 2 feitas décadas atrás. Os anéis têm menos de 100 milhões de anos de vida e todo o sistema de anéis terá desaparecido em 300 milhões de anos.

Mosaico em cor natural obtido pela sonda Cassini dos anéis de Saturno, com seus respectivos nomes e dimensões

## Satélites naturais

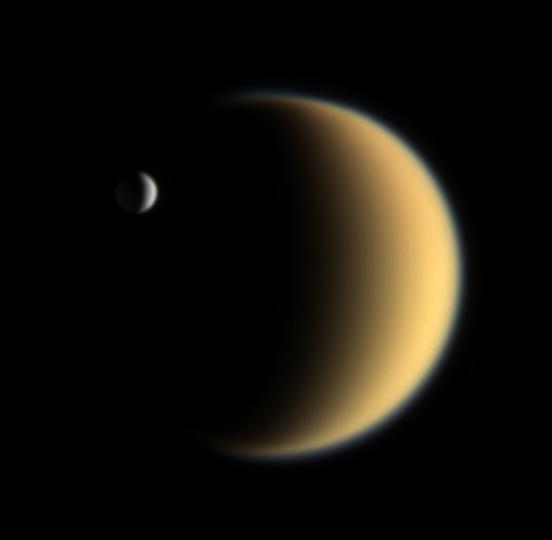
Titã e Encélado, em fotografia feita pela sonda Cassini.

Saturn possui 274 luas conhecidas, dos quais 63 possuem um nome oficial. Além disso, há evidências de dezenas a centenas de pequenas luas com diâmetros de 40 a 500 metros nos anéis de Saturno, que não são consideradas luas verdadeiras. Titã, a maior lua, compreende mais de 90% da massa em órbita ao redor de Saturno, incluindo os anéis. Reia, a segunda maior lua de Saturno, pode ter um tênue sistema de anéis próprio, além de uma tênue atmosfera.
Algumas pequenas luas, como Pandora, Jano, Epimeteu e Atlas, devido à proximidade, influenciam a distribuição das partículas no sistema de anéis ao redor do planeta. Dentre os principais satélites, cada um exibe características únicas. Um dos mais notáveis é Titã, o maior e o único satélite natural do Sistema Solar que possui uma espessa atmosfera e a ocorrência de nuvens. Encélado, recoberto por uma camada de gelo, possui gêiseres que expelem água no espaço. Tétis possui uma fissura que possui grande extensão em sua superfície, enquanto Mimas possui uma enorme cratera de impacto. Hipérion possui superfície extremamente irregular, cheia de crateras e uma rotação caótica. Jápeto possui uma cordilheira equatorial, além de uma face escura e outra clara. Outras grandes luas incluem Reia, Dione e Febe.

## Observação

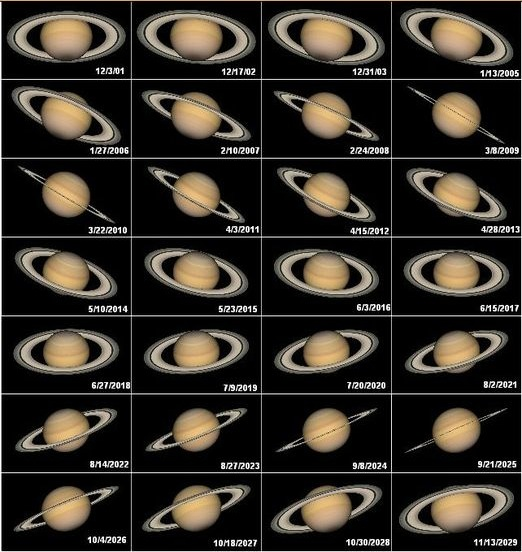
Posição de Saturno em oposição nos respectivos anos de 2001 a 2029. Note a variação da posição dos anéis. Quando seu plano está alinhado com a Terra, tornam-se praticamente invisíveis.

Visto a olho nu a partir da Terra, Saturno apresenta um brilho comparável ao das estrelas mais brilhantes da esfera celeste, apresentando uma magnitude média de aproximadamente 1 e coloração amarelada. Entretanto, quando ocorre a oposição, ou seja, a Terra fica posicionada entre Saturno e o Sol, seu brilho é máximo, atingindo uma magnitude aparente de -0,4. De fato a variação do brilho aparente do planeta depende principalmente da orientação dos anéis em relação ao observador, sendo que, quando estão voltados para a Terra, os anéis são responsáveis por dois terços da luz refletida. A excentricidade da órbita dos dois planetas faz com que a distância de observação varie e, consequentemente, o brilho aparente. Saturno possui um albedo de Bond de 0,33, ou seja, o planeta reflete em todas as direções somente um terço da luz solar incidente.

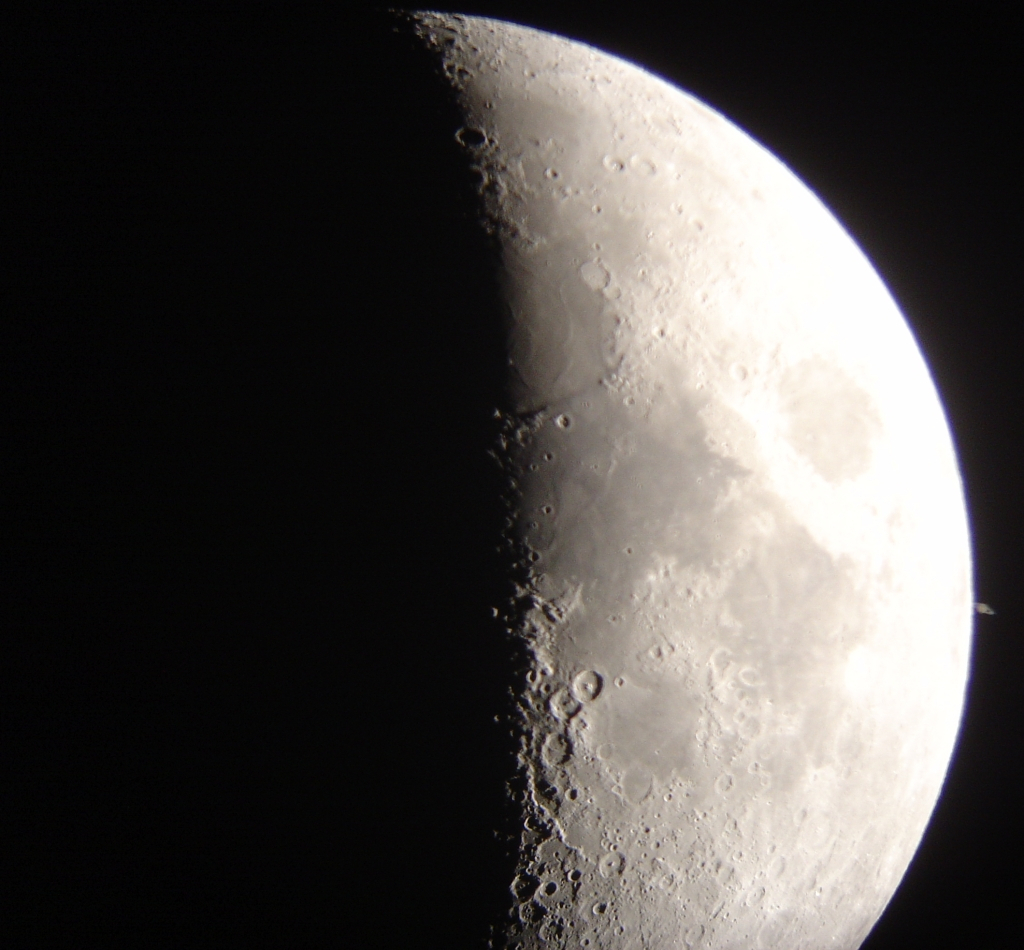
Saturno prestes a ser ocultado pela Lua.

Devido à menor velocidade orbital do planeta, a oposição ocorre somente quinze dias após a oposição em relação ao ano anterior, ou seja, a cada 380 dias aproximadamente. O disco de Saturno apresenta um diâmetro aparente de 21 segundos de arco na oposição, enquanto que o diâmetro mínimo possível é de 15 segundos de arco. Através de um telescópio, Saturno aparenta ser um disco pálido, similar à Júpiter, embora possua bem menos características proeminentes em seu disco. Do seu sistema de anéis, somente os anéis A e B e a divisão de Cassini são distinguíveis. Quando os anéis estão visíveis, se estendem por um diâmetro aparente de 44 segundos de arco. Com o auxílio de um telescópio, Titã é o satélite natural de mais fácil observação, com brilho similar ao de uma estrela de oitava magnitude. Quando os anéis não estão visíveis, outras luas também são mais facilmente localizadas.
Visualmente, Saturno aproxima-se de outros planetas do Sistema Solar, ou seja, ocorre uma conjunção. O trânsito de planetas é um fenômeno extremamente raro, quando um planeta passa na frente de outro. Com muito mais frequência ocorre a ocultação de Saturno ou dos demais planetas pela Lua que, por ser um objeto extenso no céu, encobre completamente outros astros.

O símbolo astronômico de Saturno é um "Κρ" (Cr) para "Κρόνος" (Cronos) cruzado com uma linha para indicar que é uma abreviatura.

## Exploração
Desde a antiguidade observava-se as estrelas e notava-se a diferença de brilho e de cor entre elas, mas se mantinham fixas no firmamento. Entretanto, cinco objetos celestes, além do Sol e da Lua, não se mantinham na mesma posição, mas moviam-se lentamente. Por este motivo, os gregos denominaram estes corpos como planetas, que significa "errantes". Saturno é uma destas estrelas errantes, facilmente visível a olho nu. Os nomes dos planetas foram, então, atribuídos com base na mitologia romana. Saturno recebeu esta denominação a partir de Saturnus, o deus romano do tempo. Embora se movessem de forma diferente no céu, não se supunha que a natureza destes objetos celestes seria diferente das estrelas, pelo menos antes do advento da observação por meio de telescópios.

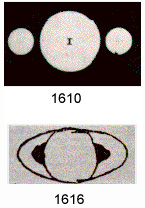
Desenhos de Saturno feitos por Galileu Galilei em 1610 e 1616.

### Descobertas dos sistemas de anéis e satélites
No ano de 1608, Hans Lippershey inventou um dispositivo que continha duas lentes, através do qual era possível visualizar objetos distantes. No ano seguinte, Galileu Galilei soube deste novo invento e, após construir seu telescópio, apontou-o para o céu e pode observar a natureza dos astros. Percebeu, então, que a Lua tinha um relevo acidentado e que Júpiter possuía quatro corpos menores orbitando ao seu redor. Ao olhar para Saturno, entretanto, percebeu dois lóbulos, cada um em um lado, o que chamou de Saturnus triformis, sobre o qual escreveu:
| “ | O planeta Saturno não está sozinho, mas é composto em três, que quase tocam um ao outro e nunca se movem ou mudam um em relação ao outro. Eles estão arranjados em linha paralelo à eclíptica, e o do centro é três vezes maior que os das laterais. | ” |
|   | — Trecho da carta escrita por Galileu Galilei para o Grão-Duque Cosimo de Medici.. |   |

Galileu, nos anos subsequentes, continuou a observar o planeta, e percebeu que estas estruturas ou ansae (alças) em ambos os lados foram desaparecendo gradualmente, não conseguindo explicar a natureza destes objetos. Cerca de cinquenta anos depois, o astrônomo Christiaan Huygens, com seu telescópio com maior poder de magnificação, revelou que as estruturas tratava-se na verdade de anéis, afirmando que "[o planeta] é circundado por um anel fino e plano, não ligado ao planeta em nenhum ponto e inclinado para a eclíptica". No entanto, esta suposição não foi imediatamente aceita, por ser uma descoberta sem precedentes e acreditar-se que estes anéis seriam rígidos. Huygens também encontrou uma pequena estrela próximo ao planeta, que o acompanhava em seu movimento pelo céu. Ao longo de semanas acompanhando, percebeu que tratava-se, na verdade, de um satélite natural, o qual foi posteriormente denominado Titã.
Giovanni Domenico Cassini, astrônomo italiano, fez diversas observações e descobertas a partir do Observatório de Paris. A partir de 1671, observou outros satélites além de Titã, nomeados posteriormente Japeto e Reia. Em 1684, outros dois satélites, Tétis e Dione, foram localizados. A partir da lei da gravitação universal formulada por Isaac Newton em 1687 permitiu, a partir das órbitas dos satélites, calcular a massa do planeta.

### Observações modernas
A partir da evolução dos sistemas ópticos dos telescópios e dos avanços da matemática, as características de Saturno passam a ser  conhecidas com cada vez mais detalhe. Em 1675,  observou uma faixa escura nos anéis, o que supôs ser uma marca que dividia o anel em dois. No ano seguinte, observou uma faixa no hemisfério sul do planeta, semelhante às faixas de Júpiter, mas pouco proeminente. Jacques Cassini, filho de Giovani Cassini, propôs que os anéis seriam formados por uma miríade de meteoroides, embora não tivesse evidências diretas. Observações feitas por G. F. Miraldi, assistente no observatório, evidenciaram que o planeta possui rotação e que a faixa escura entre os anéis tratava-se de uma lacuna. Pierre Simon Laplace, com base nas leis do movimento planetário de Kepler, estimou a distância do planeta ao Sol em 1,4 bilhões de quilômetros, quase dez vezes a distância da Terra ao Sol. Com base no diâmetro angular, calculou o diâmetro do planeta em 100 000 km e o diâmetro dos anéis em 270 000 km.

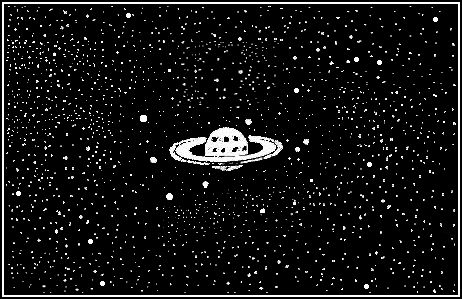
Ilustração de 1874 de Saturno, seus anéis e satélites naturais descobertos até então.

Somente em 1789 outros satélites viriam a ser descobertos, graças ao trabalho de William Herschel, que encontrou Encélado e Mimas, difíceis de serem localizadas por estarem próximos ao planeta. Herschell também determinou que os anéis situam-se no plano equatorial do planeta e que o eixo de rotação de Saturno é inclinado cerca de 26°, além do seu formato achatado. Posteriormente realizou-se uma nova busca por objetos ao redor de Saturno o que resultou, em 1848, na descoberta de Hipérion. Johann Franz Encke, em 1837, conseguiu observar uma linha escura no Anel A, a qual é atualmente conhecida como Lacuna de Encke. Mais de dez anos depois, Édouard Roche formulou uma teoria de que um corpo orbitando um planeta poderia ser destruído pelas forças gravitacionais se estivesse muito próximo. Os anéis estão dentro deste limite, o que sugeriu que poderia ser formados do material de um satélite natural que se fragmentou. Em 1850, William Cranch Bond encontrou um novo anel, o Anel C.

Imagens em cor visível (esquerda) e infravermelho (centro e direita) de Saturno feitas pelo Observatório Europeu do Sul em 2011.

A observação contínua de Saturno permitiu detectar o surgimento de manchas brancas em seu disco, cujo movimento permitia estimar o período de rotação como sendo mais de dez horas. Entretanto, diversos astrônomos obtinham estimativas diferentes, constatando-se que que, assim como Júpiter, Saturno possuía diferentes bandas de circulação dos ventos. Notou-se ainda que as manchas que surgiam na zona equatorial eram mais rápidas, o que era causado pela maior velocidade dos ventos.
A partir do desenvolvimento de novas técnicas de observação, especialmente ao longo do século vinte, permitiu que Saturno fosse analisado a partir de diversas bandas do espectro eletromagnético. A composição atmosférica do planeta foi inicialmente obtida por espectroscopia , revelando a presença de metano e amônia na década de 30. A presença de hidrogênio e hélio, por outro lado, embora sejam os componentes mais abundantes, foi confirmada diretamente somente na década de 60. Utilizando-se os grandes telescópios espalhados pelo mundo, algumas características atmosféricas podem ser observadas, incluindo as diferentes bandas de circulação global e as propriedades da névoa e da camada superior de nuvens, bem como sua variação ao longo do tempo. A colocação de observatórios espaciais em órbita foi de grande importância na complementação das imagens fornecidas por telescópios terrestres (que sofrem a influência da atmosfera terrestre) principalmente o International Ultraviolet Explorer, o Telescópio Espacial Hubble e o Infrared Space Observatory.

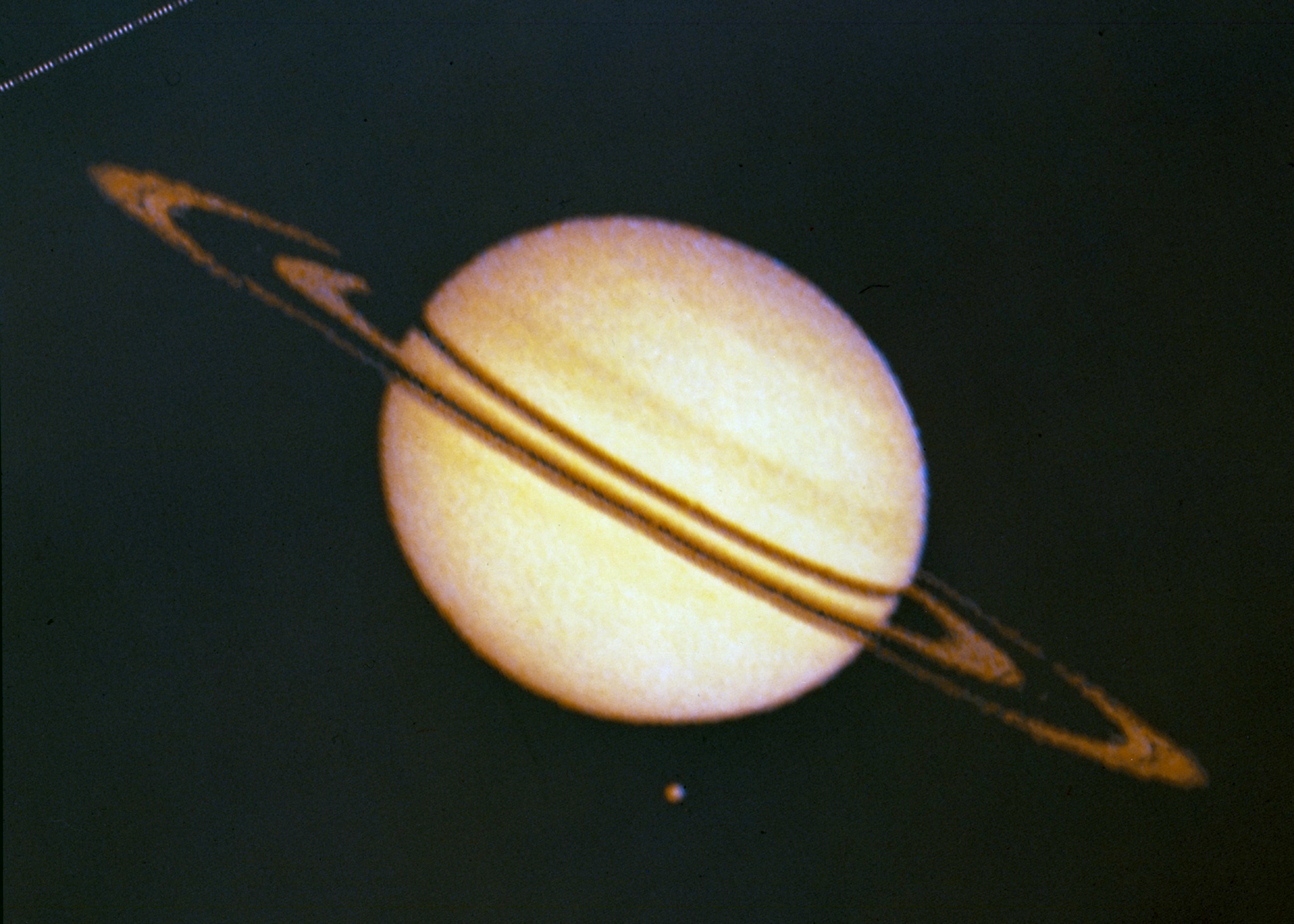
Saturno fotografado pela Pioneer 11.

### Sondas espaciais
Apesar dos avanços na tecnologia de observação a partir da Terra, detalhes sem precedentes de Saturno e seus arredores foram obtidos somente após o envio de sondas espaciais. O Programa Pioneer, criado pela NASA, enviou diversas sondas para vários corpos do Sistema Solar. A sonda Pioneer 11 foi destinada a explorar Júpiter e Saturno. Lançada em abril de 1973, a sonda chegou a Júpiter no fim de 1974 e, através de gravidade assistida, foi direcionada para Saturno, onde chegou em 1979. Através das fotografias enviadas pela Pioneer 11, descobriu-se outras luas menores, como Epimeteu, e um anel adicional, além de mapear a magnetosfera ao redor do planeta e observar que Titã era envolto numa espessa atmosfera e tinha temperaturas baixíssimas. A sonda foi destinada a cruzar o plano dos anéis para verificar a densidade de partículas e possíveis danos que poderiam ser causados em sondas futuras que fizessem o mesmo trajeto.

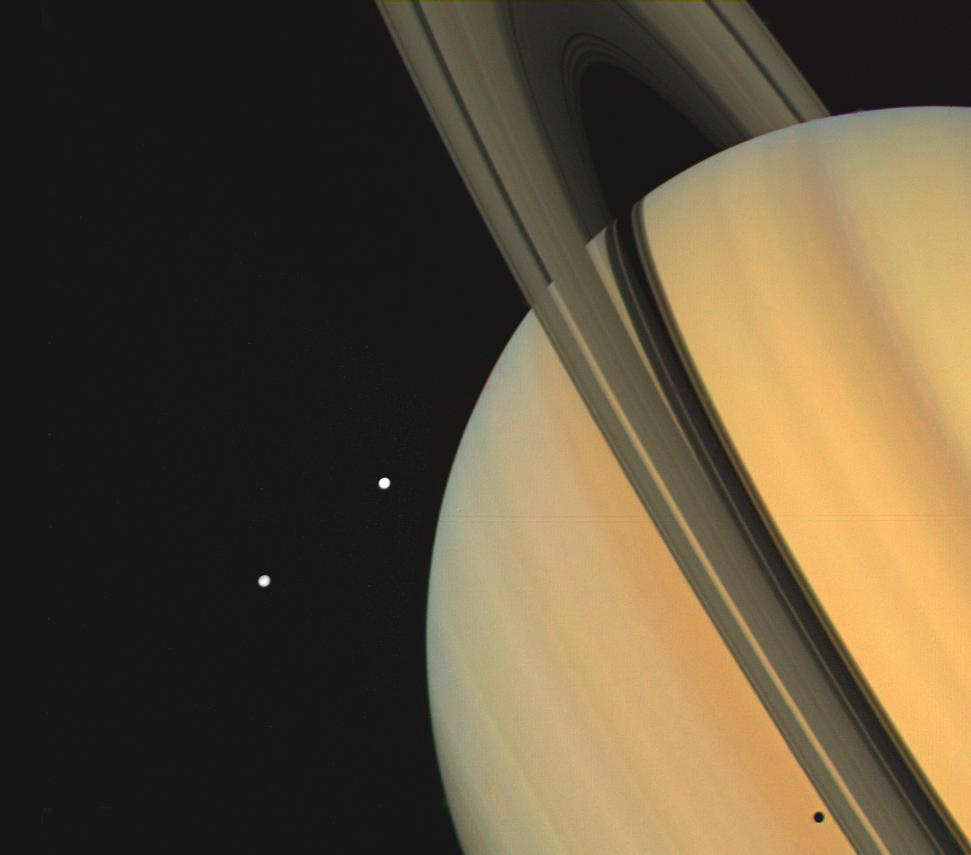
Saturno, Tétis e Dione fotografados pela em 3 de novembro de 1980

O programa Voyager, também da NASA, foi criado para lançar duas sondas destinadas a explorar os gigantes gasosos. A primeira delas, a Voyager 1, foi lançada em 1977 e, após passar por Júpiter em 1979, a gravidade do planeta direcionou-a para Saturno, por onde passou em 1980. A sonda realizou observações refinadas dos anéis e alguns de seus satélites, principalmente de Titã e sua atmosfera, composta principalmente de nitrogênio. As fotografias das luas de Saturno revelaram sua natureza, além da descoberta de novos satélites. Lançada no mesmo ano, a Voyager 2 foi programada a também explorar os gigantes gasosos, chegando em Saturno somente nove meses após a Voyager 1. Valendo-se da posição favorável destes quatro planetas, por meio de assistência gravitacional, a sonda visitou todos em sequência. Entretanto, em Saturno, a sonda não seria capaz de obter informações detalhadas sobre Titã. A Voyager 2 passou sobre o plano dos anéis e perto de várias luas como Hipérion, Encélado e Tétis, as quais fotografou em detalhe. Obteve-se ainda uma visão mais favorável da estrutura fina dos anéis, mais complexos do que revelado pela sonda predecessora.

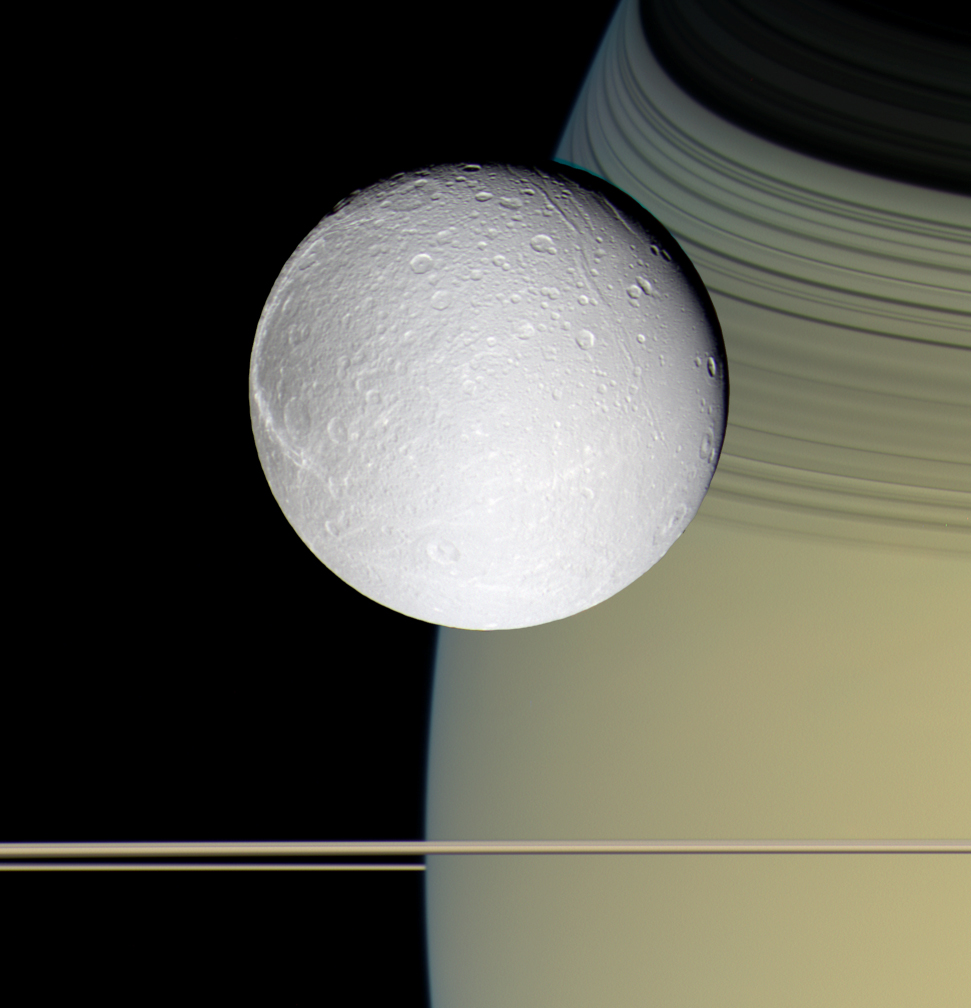
Dione parece flutuar sobre os anéis de Saturno, em foto da sonda Cassini em 11 de outubro de 2005.

A complexidade de Saturno, seus satélites e anéis motivou a elaboração de uma nova missão destinada exclusivamente ao planeta. Então, uma parceria entre a NASA e a Agência Espacial Europeia acabou por elaborar um projeto para o envio da sonda Cassini-Huygens, a qual seria composta de um orbitador que seria colocado ao redor de Saturno (Cassini) e uma sonda que seria enviada à superfície de Titã (Huygens). A sonda, que pesava quase seis toneladas, foi lançada em outubro de 1997 e fez várias manobras de assistência gravitacional passando por Vênus duas vezes, próximo da Terra e de Júpiter, antes de chegar ao seu destino em 2004. Foi a primeira vez em que um orbitador foi colocado com sucesso em órbita tão distante no Sistema Solar. As vantagens da colocação da sonda Cassini ao redor do planeta são o período estendido de observação sob uma variedade de ângulos. Seu dispositivo de captura de imagens possuía capacidade superior ao das sondas Voyager.

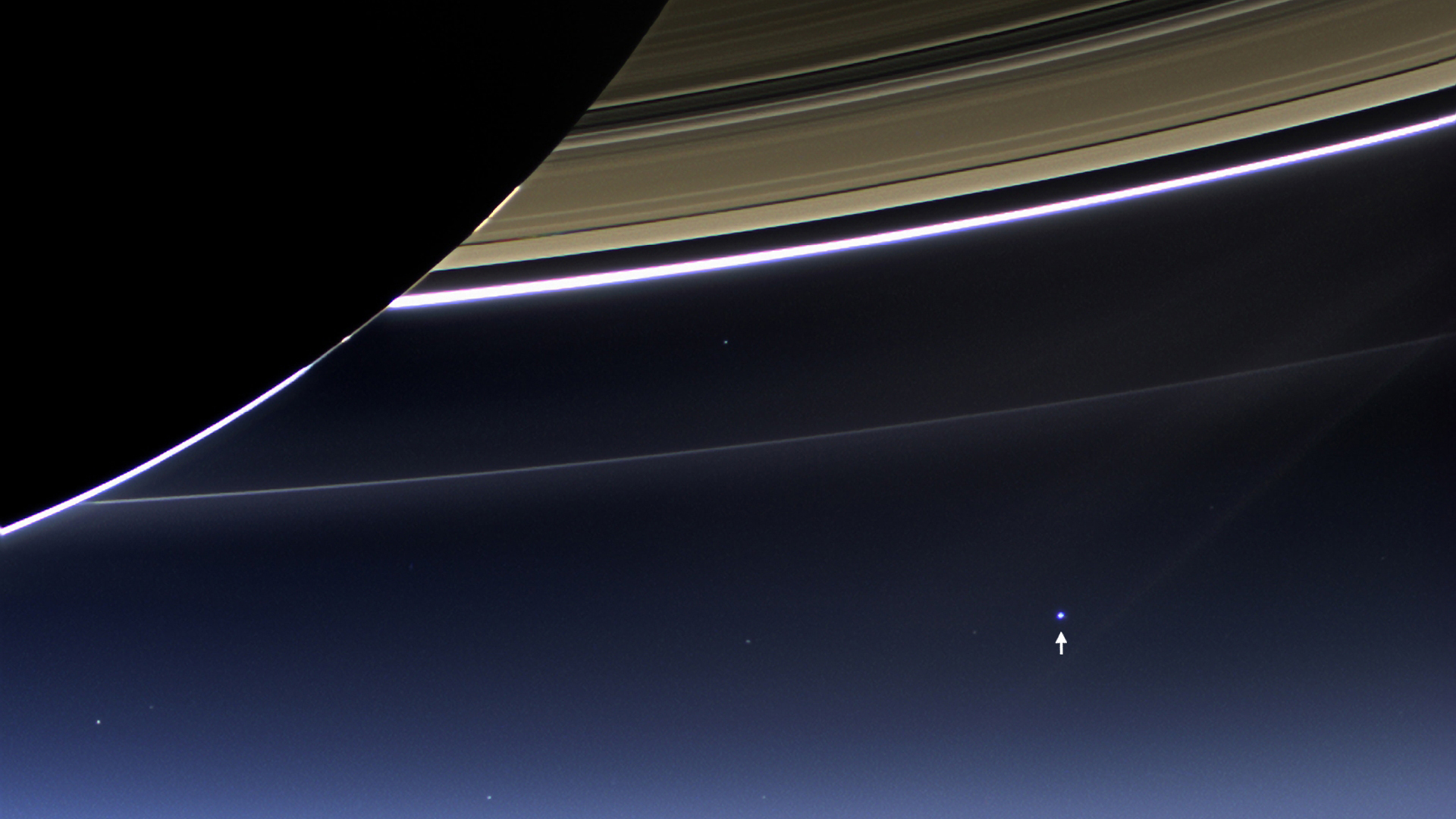
Terra e Lua vistas de Saturno pela sonda Cassini em 19 de julho de 2013

A missão tinha uma duração inicial prevista de quatro anos, período no qual orbitaria dezena de vezes o planeta e, utilizando se da gravidade dos satélites e seus propulsores, realizaria sobrevoos sobre os satélites, principalmente Titã. No início de 2005, a sonda Huygens foi enviada à superfície do maior satélite de Saturno. Embora tenha enviado dados por poucas horas, a sonda revelou a composição química da atmosfera, suas camadas e também imagens da superfície. Os sobrevoos da Cassini permitiram o mapeamento de grande parte da superfície do satélite, inclusive de lagos de metano existentes. A sonda fotografou em detalhes a evolução dos vórtices de tempestades no planeta, a velocidade dos ventos nas bandas de circulação global e ainda as tempestades permanentes nos polos, bem como a composição dos anéis e sua interação com os satélites naturais. Descobriu-se, ainda, várias pequenas luas orbitando o planeta. Cassini observou, ainda, a cadeia de montanhas equatorial de Japeto e a atividade criovulcânica no polo sul de Encélado, além do aspecto esponjoso de Hipérion, dentre muitos outros detalhes.